# Frederic W. Nielsen

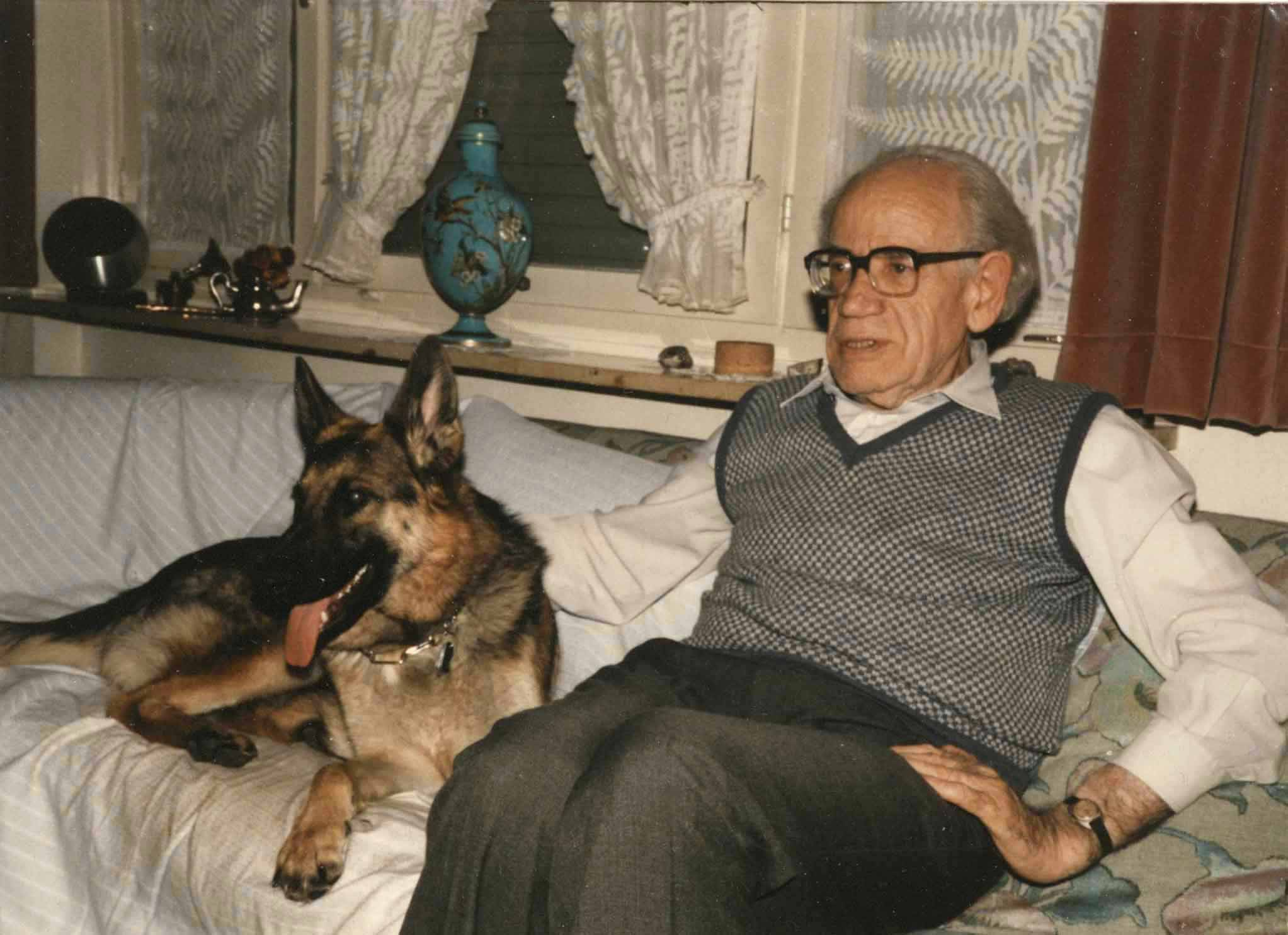
Frederic W. Nielsen, Foto von Thomas B. Schumann (Edition Memoria)

Frederic Walter Nielsen (Geburtsname Friedrich Wallensteiner, geboren am 21. September 1903 in Stuttgart; gestorben am 18. Mai 1996 in Freiburg im Breisgau) war ein deutscher Schriftsteller, Rezitator, Übersetzer und Librettist.

## Leben

### Herkunft
Frederic W. Nielsens Eltern waren Ludwig Wallensteiner (1859–1919, Rechtsanwalt) und Else Wallensteiner, geb. Hertter (1878–1946).
Eigentlich sollte er Pfarrer werden, entschied sich jedoch für den Beruf des Schauspielers und Regisseurs und ging 1928 nach Berlin. Dort erhielt er bei Max Reinhardt Schauspiel- und Regieunterricht und war gelegentlich als Rezitator tätig.

### Flucht und Exil
Im Oktober 1933 emigrierte er in die Tschechoslowakei nach Prag, um von hier aus gegen das NS-Regime zu kämpfen. Er begann zu schreiben und nannte sich Fritz Walter Nielsen, auch zum Schutz seiner Mutter, die er in Heilbronn zurücklassen musste. Er lernte sehr schnell die tschechische Sprache und konnte so schon bald als Autor und Rezitator wirken. Auch trat er als Übersetzer tschechischer Dichter ins Deutsche hervor.
1936/1937 zog er nach Königgrätz und veröffentlichte einige Werke im Selbstverlag. Mit Appell an die Welt von 1938 findet seine publizistische Tätigkeit ein vorläufiges Ende; mit dem Münchner Abkommen vom 29. September 1938 war ein weiterer Aufenthalt in Prag nicht mehr möglich. Beim Einmarsch der Wehrmacht in Prag am 15. März 1939 soll Nielsen auf Rang 7 der Gestapo-Suchliste gestanden haben. Nielsen gehörte zu den besonders gefährdeten Personen und floh über Polen nach Großbritannien und kam am 12. April 1939 in London an. Seine Verlobte Elfriede Capleton, geb. Wunderlich (1899–1982) folgte ihm nach Großbritannien, wo sie 1948 in Birmingham heirateten. Im Mai 1940 wurde er, wie alle in England lebenden deutschen Emigranten, interniert. Die Internierung in Eastbourne und in einem Lager in Kanada dauerte acht Monate. 1941 kehrte er nach England zurück, gab seine Tätigkeit als Industriearbeiter 1943 aus gesundheitlichen Gründen auf und wurde Leiter einer Buchhaltungsabteilung.
1949 reisten die Eheleute gemeinsam in die USA aus, wo Nielsen durchgehend als Bankangestellter arbeitete. 1955 erfolgte die Einbürgerung in die USA.

### Rückkehr nach Deutschland
1960 kehrte er nach Deutschland zurück. Hier widmete er sich karitativ-humanitären Aktivitäten, unter anderem bei Brot für die Welt und setzte sich für die Betroffenen des Contergan-Skandals ein. Nach seiner Pensionierung 1969 nahm er seine schriftstellerische Tätigkeit wieder auf und widmete sich intensiv der Veröffentlichung seiner Werke. Es erschienen Gedichte, autobiographische Erinnerungen, Appelle, Proteste und Wort-Portraits. 1983 zog er zurück nach Freiburg, wo er 1984 seine zweite Frau Irene Nielsen, geb. Schulz, heiratete. 1991, im Jahr des Zweiten Golfkriegs, protestierte er mit einem offenen Brief an den amerikanischen Präsidenten George H. W. Bush und gab mit dem Brief seinen US-amerikanischen Pass zurück.
Zeit seines Lebens setzte sich Frederic W. Nielsen für Humanismus ein und kämpfte gegen Menschenverachtung.
Nielsen starb 1996 in Freiburg.

## Werke
- Kleiner Zyklus Deutschland. Gedichte. Michal Kácha, Prag 1935.
- Peter Bohnenstroh. Sieben illustr. Episoden aus dem Leben eines Pechvogels. Michal Kácha, Prag 1935.
- Buch in Flammen. Prag 1936.
- Nachdichtungen. Mit Jan Neruda (zweispr.). Selbstverlag, Hradec Králové 1936.
- Tiroler Elegien. Von Karel Havlíček Borovsky. Übersetz. aus dem Tschechischen. Selbstverlag, Hradec Králové 1936.
- Ernte 1936. Neue Gedichte. Selbstverlag, Hradec Králové 1936.
- Masaryks Familienleben. Von Jan Ivan Herben, Übersetz. aus dem Tschechischen. Selbstverlag, Hradec Králové 1937.
- Mutters Briefe. Zum Muttertag. Selbstverlag, Hradec Králové 1937.
- Appell an die Welt. Ein Protest gegen "München". o. O. 1938.
- Contergan. Ein Aufruf. Contergan-Opfer und ihre Zukunft. Selbstverlag, Stuttgart 1963.
- Kleine Stadt wozu? „Mein Kampf“ gegen ärztliche Bürokratie. E. Kieser KG, Augsburg 1964.
- Peace in Our Time, Tschechische Tragödie. Selbstverlag, Ruit (Ostfilden) 1968.
- Nachlese 1933-1939. Gedichte der Emigration. Selbstverlag, Ruit (Ostfilden) 1971.
- Eleonora Duse. Das Wort-Porträt einer großen Frau. Selbstverlag, Ruit (Ostfilden) 1974.
- Emigrant für Deutschland. Tagebuchaufzeichnungen aus den Jahren 1933-1943. Bläschke, Darmstadt 1977.
- Protest gegen einen Buchmord. Selbstverlag, Ostfilden 1978.
- Reminiszenzen 1934-1979. Erinnerungen. Selbstverlag, Ostfilden 1979.
- Krieg dem Mord. Vier Wort-Porträts. Toleranz-Verlag, Freiburg 1983.
- Eleonora Duse. Ein Leben für die Kunst. Toleranz-Verlag, Freiburg 1984.
- Schuld und Schicksal. Ein Kurz-Bericht der Menschenrechtsverletzungen im Osten Europas, die zur VERTREIBUNG führten. Selbstverlag, Freiburg 1985.
- Spanische Tragödie. Juli 1936 bis März 1939. Toleranz-Verlag, Freiburg 1986.
- Erste Versuche. Frühe Gedichte und Prosa Arbeiten aus den Jahren 1923-1933. Toleranz-Verlag, Freiburg 1986.
- Contergan. Die kleine Stadt. Bericht einer vereitelten Hilfsaktion (1963–1967). Selbstverlag, Freiburg 1988.
- Gedanken eines Unbequemen. Meinungen und Mahnungen, Appelle und Proteste aus 50 Jahren. Ein politisches Lesebuch. Toleranz-Verlag, Freiburg 1988.
- Offener Brief an das Nobel Komitee in Oslo zum Thema Friedenspreis 1988 für den Europäer M. Gorbatschow. Mit einer Reihe ergänzender Artikel, Briefe und Gedichte. Toleranz-Verlag, Freiburg 1989.
- Beschattete Täter. Eine Seminar-Dokumentation. o. O. 1990.
- Drei Briefe (an Gorbatschow, V. Havel und die BZ). Toleranz Verlag, Freiburg 1990.
- Meine Lesungen. Wort-Porträts, Zeitgeschichte, Vergangenheitsbewältigung, Dichtungen der Emigration. Toleranz-Verlag, Freiburg 1991.
- Warner in der Wüste (1933-1993). Artikel zum Zeitgeschehen. 60 Jahre Vergangenheitsbewältigung eines ehemaligen Asylanten, Toleranz-Verlag, Freiburg 1993.
- Alle meine Lieder. Verlag der Jugendwerkstatt, Östringen 1995.
- Vertriebene Vertreiber in der Tschechoslowakei (1938-1946). Eine notwendige Richtigstellung. Verlag der Jugendwerkstatt, Östringen 1995.
- Lieber Herr Doktor. Unfreiwilliger Humor in Briefen an Mediziner und Juristen von ängstlichen Patienten und nervösen Klienten. Von Juliet Lowell. Übersetz. aus dem Englischen. Verlag der Jugendwerkstatt, Östringen 1996.

## Hörspiele
- 1969: Derek Hoddinott: Zwischenspiele im Büro (Übersetzung aus dem Englischen) – Regie: Reinhard Winkler (Hörspiel – SDR)

- 1987: A. M. de Jong: Der große Sommer geht zu Ende (7. Teil: Ein seltsamer Arzt) (Sprechrolle) – Regie: Lothar Schluck (Hörspielbearbeitung, Kinderhörspiel – SWF)